# 성층권

지구의 대기, 성층권(stratosphere)은 두 번째 부분

성층권(成層圈, 영어: stratosphere)은 지구 대기권의 한 부분으로 위쪽으로 올라갈수록 따뜻해지고, 지표면에 가까워질수록 온도가 내려가는 특성을 지니고 있다. 이 현상은 지표면에 가까울수록 온도가 상승하는 대류권과 정반대이다. 성층권은 지표에서 10km에서 50km 사이에 위치하며, 9–12km 고도를 유지하는 민항기들이 다니는 길이기도 하다. 대기 상태가 안정되어 있기 때문에 여객기의 항로로 사용된다.
또한 성층권의 25km 부근에는 오존층(O3)의 밀도가 가장 높다. 성층권 전체의 오존 양은 300DU(약 3mm)이고 태양에서 나오는 유해 자외선을 흡수하여, 산소 원자(O)와 산소(O2)로 분해한다. 또 산소원자나 분자가 오존으로 합성될 때도 자외선이 필요하다. 따라서 성층권 내부는 발열반응으로 기온이 높은 것이다.
성층권 상단인 50km는 U.V.C에 의해서 가열되고 성층권 중 가장 기온이 높은 곳이다. 반면 산소원자만 있는 50km보다 20km부근의 오존 농도가 높다. 이유는 오존이 합성되려면 적당한 기압과 질소촉매, U.V.B가 필요한데 20km부근이 이러한 조건을 만족하기 때문이다.
2012년 10월 14일, 오스트리아의 스카이 다이버인 펠릭스 바움가르트너가 성층권 다이빙을 성공하였다.

## 개요
성층권은 중간 위도에서는 고도 10km에서 50km 사이의 영역이며, 극지방에서는 보다 낮은 고도인 8km 정도에서 시작하는 경우도 있다. 성층권은 아래로는 대류권을 접하며, 위쪽으로는 중간권을 접하고 있다.
성층권은 온도 변화 측면에서 대기의 한 층을 이루고 있다. 이는 태양으로부터의 자외선을 흡수함으로써 가열되기 때문이다. 성층권 내부에서, 온도는 고도가 상승함에 따라 올라간다. 성층권의 가장 높은 곳에서 온도는 대략 270 켈빈가량이며, 이는 지표면의 온도와 대략 유사하다. 성층권과 중간권이 만나는 성층권의 가장 높은 영역을 성층권계면이라고 하며, 이 이상으로 올라가면 온도는 다시 감소하기 시작한다. 성층권에서의 이러한 온도특성, 즉 따뜻한 공기가 위에 차가운 공기가 아래에 있는 특성으로 말미암아, 성층권은 열적으로 안정되어 있다. 즉 대류 및 난류가 존재하지 않는 것이다. 성층권에서의 열은 오존층이 태양의 자외선을 흡수함으로써 이루어진다. 성층권의 바닥부, 즉 대류권과의 경계면은 위쪽으로부터의 열전도와, 아래쪽 대류권으로부터의 대류가 열적 평형을 이루는 곳이다. 그러므로 지표면 온도가 더 낮은 극지방에서는 보다 낮은 고도에서 성층권이 시작한다.

## 같이 보기
- 외기권
- 열권
- 중간권
- 대류권